# Władysław Czajkowski (1843–1907)

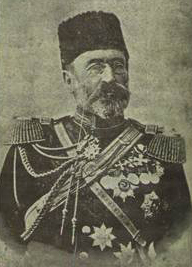
Muzzafer Pasza

Władysław Czajkowski, tur. Muzaffer Pasza (ur. 1843, zm. 1907) – Polak, szlachcic, turecki generał dywizji i urzędnik narodowości polskiej. Jeden z dowódców Legionu Polskiego w Turcji. 

## Życiorys
Był synem Michała Czajkowskiego. Wykształcenie wojskowe otrzymał w najbardziej elitarnej francuskiej szkole oficerskiej, Saint-Cyr. Jako emigrant, po powstaniu listopadowym, wstąpił do służby tureckiej bez zmiany religii na muzułmańską, przyjmując imię Muzaffer Pasza. 
W połowie 1865 r. objął w Konstantynopolu posadę dyrektora szkoły kształcącej kozaków i dragonów, którą utworzył jego ojciec. Brał udział w obronie Plewny w czasie wojny rosyjsko-tureckiej z lat 1877–1878, osiągając stopień müşîra i funkcję naczelnego dowódcy kawalerii. Później został adiutantem i doradcą sułtana Abdülhamida II, a od 27 września 1902 r. do 28 czerwca 1907 r. pełnił funkcję gubernatora Libanu, jednak zdaniem libańskich historyków nie podjął się w tym czasie żadnych pozytywnych działań. Zmarł 28 czerwca 1907 r., w trakcie pełnienia tego urzędu.